# 2004 PY117
2004 PY117, também escrito como 2004 PY117, é um objeto transnetuniano que está localizado no Cinturão de Kuiper, uma região do Sistema Solar. Ele possui uma magnitude absoluta de 7,0 e tem um diâmetro estimado com 175 km.

## Descoberta
2004 PY117 foi descoberto no dia 15 de agosto de 2004 pelo Canada-France Ecliptic Plane Survey.

## Órbita
A órbita de 2004 PY117 tem uma excentricidade de 0,281 e possui um semieixo maior de 39,923 UA. O seu periélio leva o mesmo a uma distância de 28,687 UA em relação ao Sol e seu afélio a 51,158 UA.